# Swift of Coventry

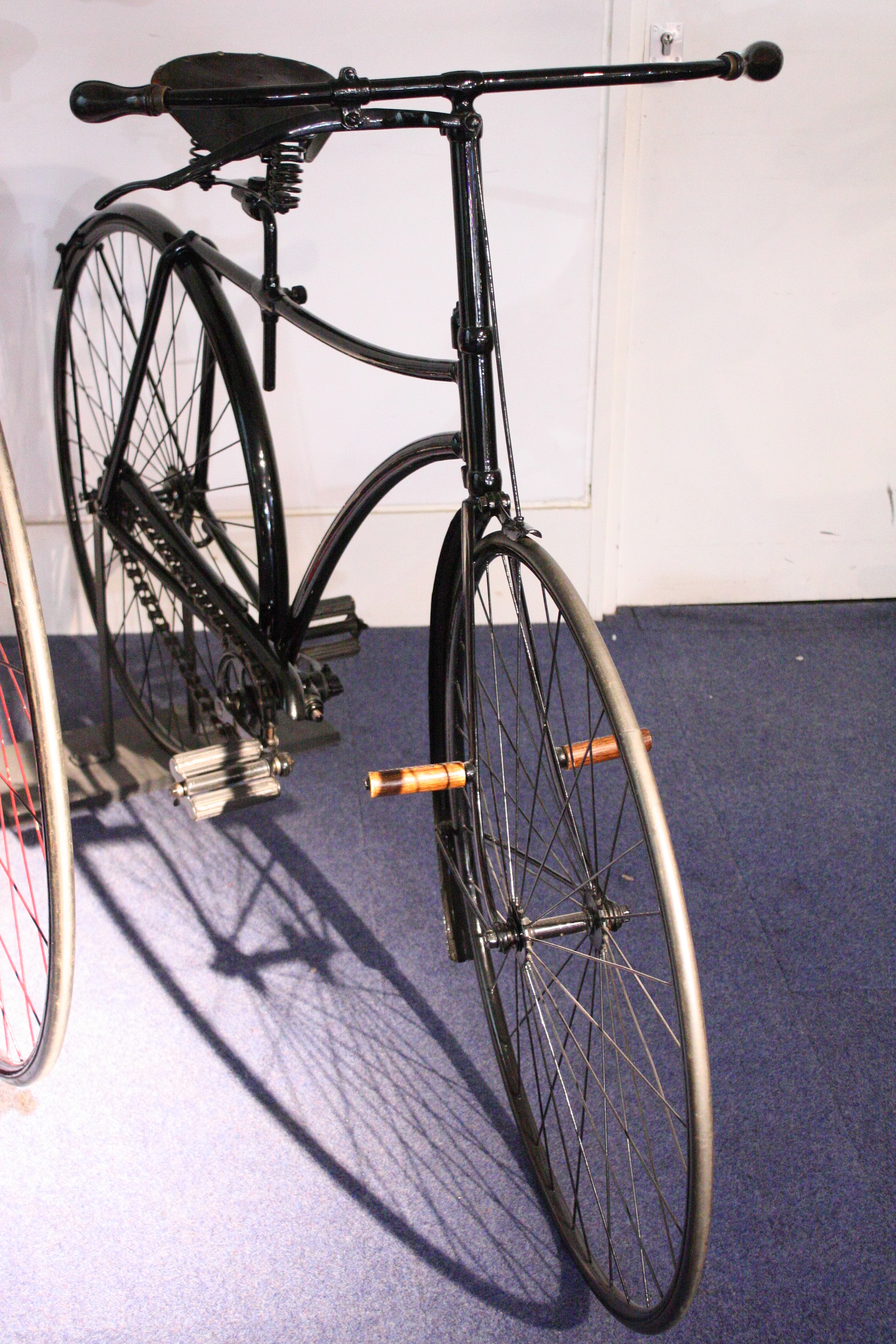
Frühes Sicherheitsniederrad Marke Swift aus dem Jahr 1886.

Plakat aus dem Jahr 1890.

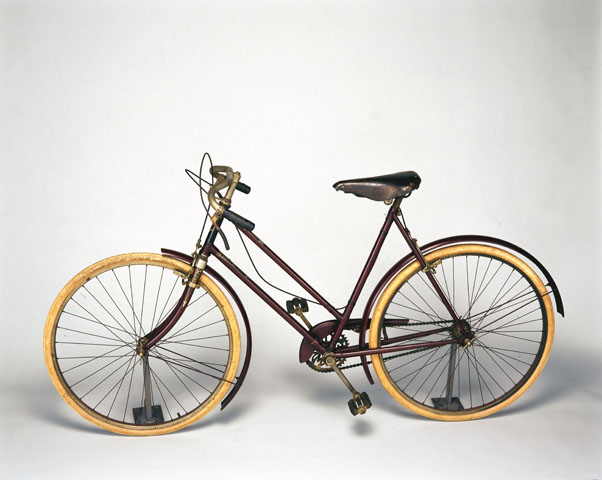
Damenfahrrad, Swift Cycle Company, 1927

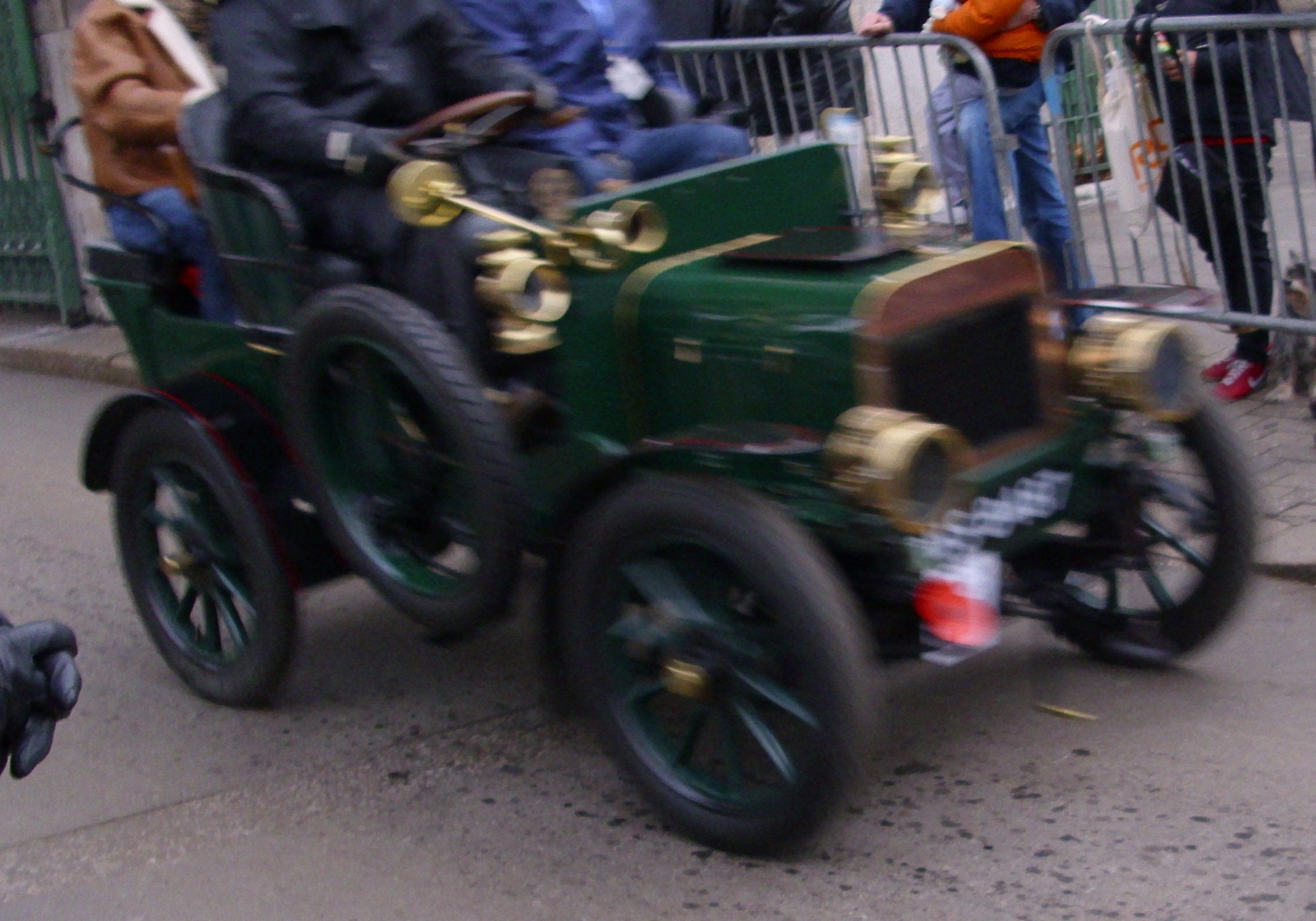
Swift von 1904

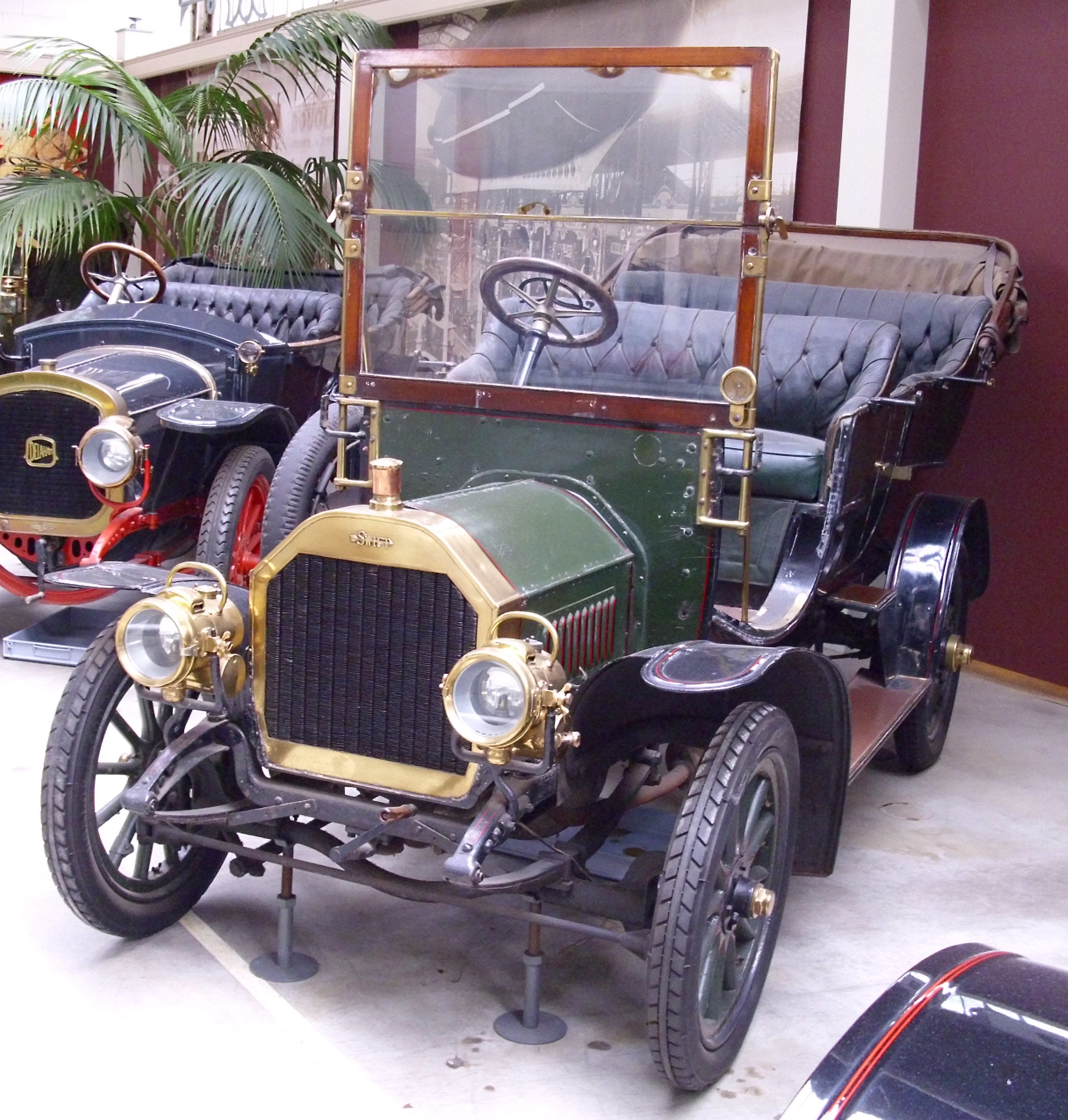
Swift von 1907

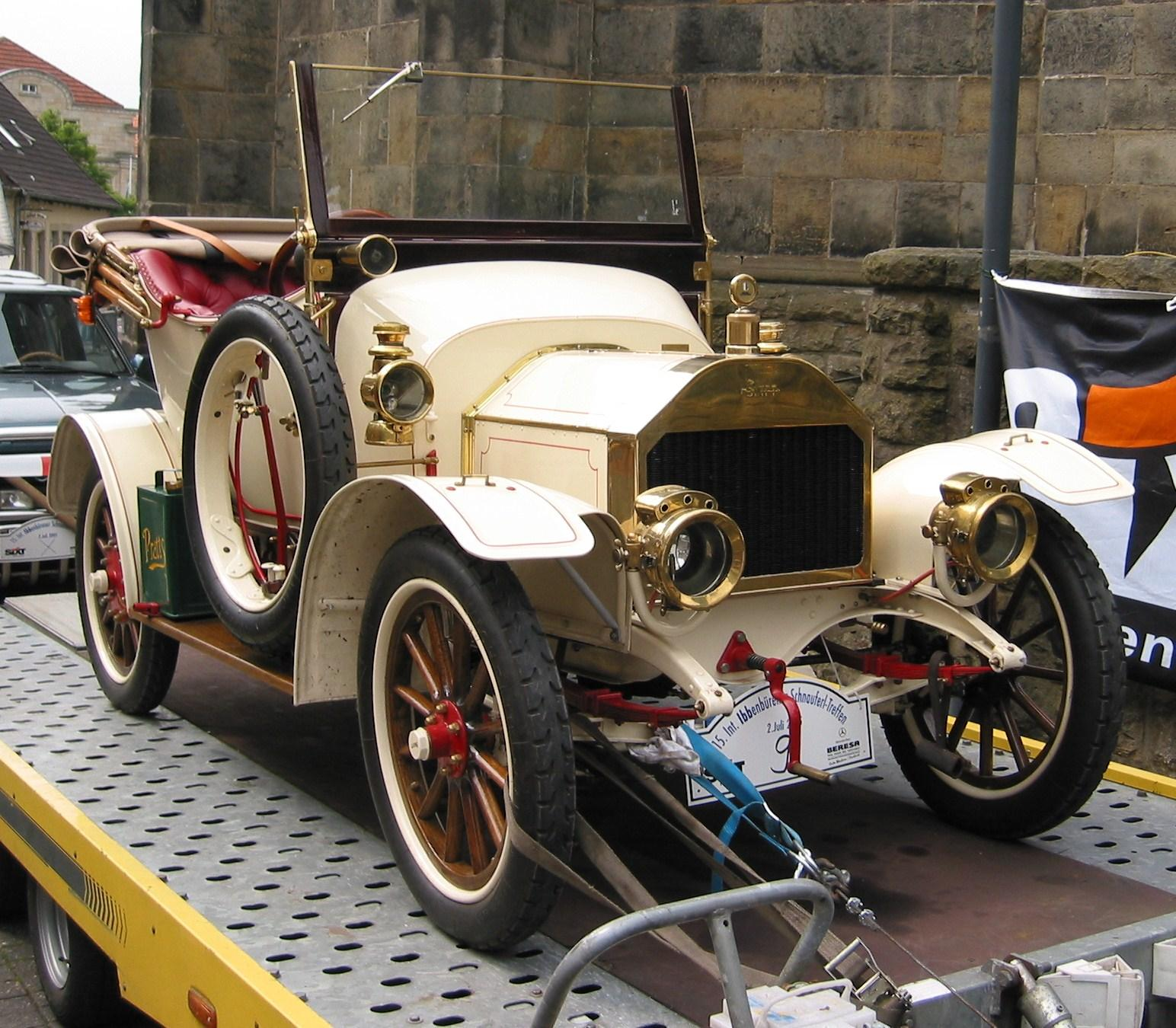
Swift von 1907

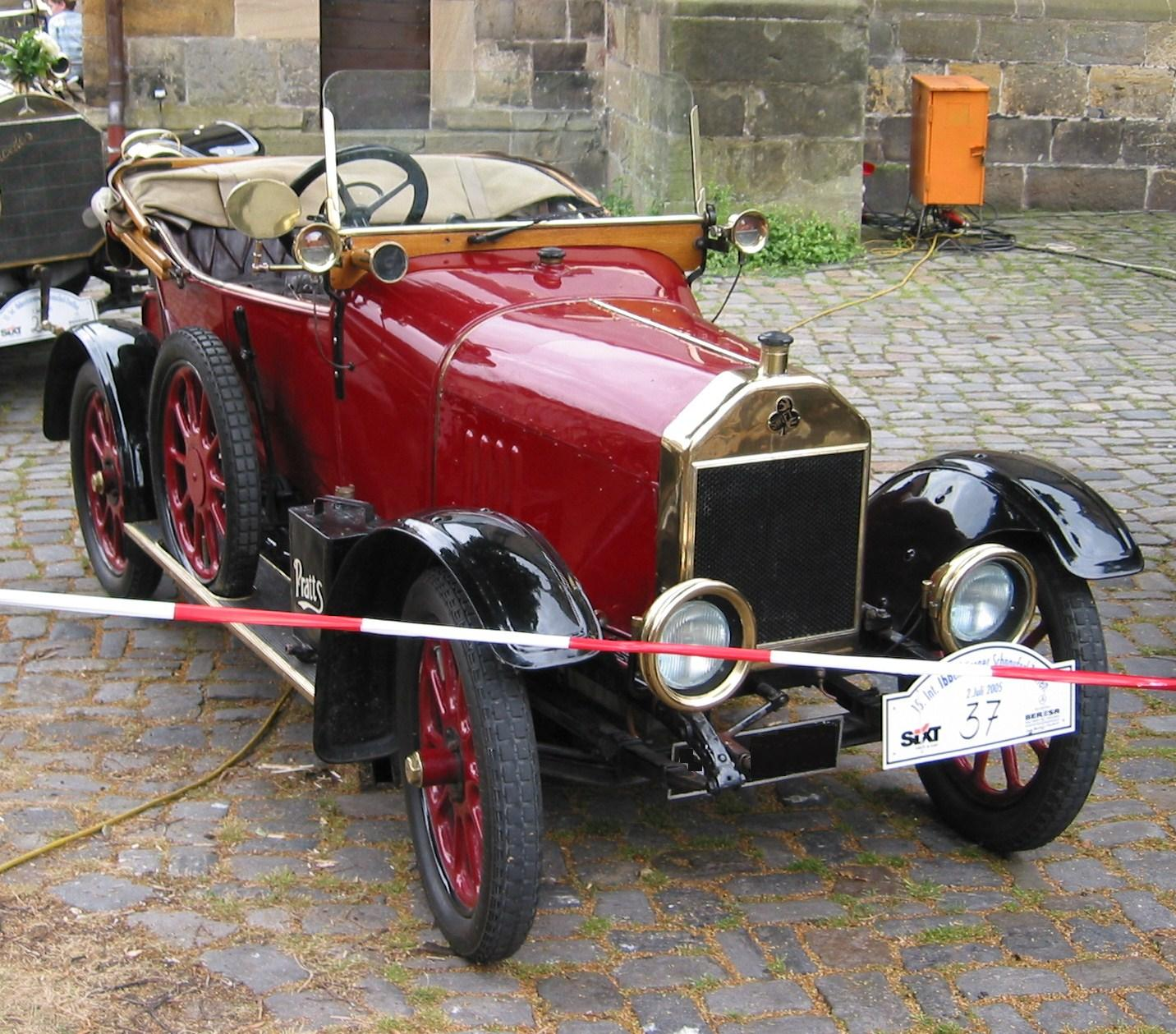
Swift von 1914

Swift of Coventry war ein britischer Hersteller von Fahrrädern und Kraftfahrzeugen. Die Firma wurde um 1860 als European Sewing Machine Company gegründet und handelte anfangs mit Nähmaschinen. Im weiteren Verlauf trug das Unternehmen auch noch die Namen Coventry Sewing Machine Company, Coventry Machinists Company, Swift Cycle Company und Swift Motor Company. Das Unternehmen zählt zu den bedeutendsten Entwicklern des Fahrrads von der Michauline über das Hochrad zum Sicherheitsniederrad.

## Unternehmensgeschichte
1859 oder 1861 (die Quellen geben unterschiedliche Jahreszahlen an) wurde die European Sewing Machine Company in Coventry gegründet. 1868 brachte ein Vertreter aus Frankreich eine Michauline. Bald darauf begann man, als eines der ersten Unternehmen in England, mit der Serienproduktion von Fahrrädern. Aus dem Anlass wurde die Firma in Coventry Machinists Company umbenannt. 1884 beendete man die Produktion von Nähmaschinen.
1896 wurde die Swift Cycle Company gegründet, sie übernahm die Geschäfte der Coventry Machinists Company. Direktoren waren Randolph Churchill, Walter H. Seagreave, Charles Wisdom Hely, Harvey Du Cros, Alfred Du Cros und Richard Lee Philpot. Ab 1898 wurden auch Motorräder und Motordreiräder hergestellt. 1900 erschienen ein Quadricycle und ein richtiges Automobil. Der Produktionsumfang bis 1902 blieb gering. Von 1912 bis 1914 wurde ein Kleinwagen gefertigt, der als Cyclecar bezeichnet wurde, wobei unklar bleibt, ob er die Kriterien für Cyclecars erfüllte.
1902 wurde die Swift Motor Company als Unterabteilung für Kraftfahrzeuge gegründet. Sie stellte bis 1919 Autos her. Motorräder entstanden bis 1915.
1919 schlossen sich Swift Cycle Company und Swift Motor Company zu Swift of Coventry zusammen. 1930 wurden finanzielle Probleme bekannt. Im April 1931 wurde das Unternehmen liquidiert. In dem Jahr endete die Produktion von Kraftfahrzeugen. Die Produktion der Swift Fahrräder wurde von der Firma Kirk & Merifield in Birmingham fortgesetzt.

## Swift Steyr
Im Jahr 1894 erwarb die Österreichische Waffenfabriks-Gesellschaft die Lizenz zur Produktion von Swift-Fahrrädern. Diese Fahrräder wurden als Waffenfabriksräder Swift Steyr vermarktet. Im Jahr 1896 wurde der Markenname Waffenrad angemeldet, die Marke Swift wurde von der Österreichischen Waffenfabriks-Gesellschaft daraufhin nicht mehr verwendet.

## Kraftfahrzeuge
Im Angebot standen Autos mit Ein-, Zwei-, Drei- und Vierzylindermotoren. Die Motoren kamen bis 1907 von Motor Manufacturing Company, De Dion-Bouton, Ateliers de Construction Mécanique l’Aster und White & Poppe. Der erste eigene Motor ist für 1905 überliefert. Das letzte Modell von 1931 hatte einen Vierzylindermotor von Coventry Climax mit 56 mm Bohrung, 86 mm Hub und 847 cm³ Hubraum.
| Modell   | Bauzeit   | Zylinder | Hubraum cm³ | Leistung PS |
| -------- | --------- | -------- | ----------- | ----------- |
| 7/8 HP   | 1904–1906 | 2        | 905         |             |
| 9/10 HP  | 1904–1907 | 2        | 1399        |             |
| 9/10 HP  | 1904–1907 | 3        | 1348        |             |
| 12/14 HP | 1904–1907 | 4        | 1810        |             |
| 7 HP     | 1904–1907 | 1        | 699         |             |
| 9 HP     | 1905–1905 | 2        | 1703        |             |
| 16 HP    | 1905–1905 | 4        | 2672        |             |
| 16/20 HP | 1905–1907 | 4        | 2799        |             |
| 10/12 HP | 1908–1908 | 2        | 1560        |             |
| 12/14 HP | 1908–1912 | 2        | 2471        |             |
| 10/12 HP | 1909–1912 | 2        | 1778        |             |
| 15/18 HP | 1908–1908 | 4        | 3119        |             |
| 25/30 HP | 1908–1908 | 4        | 4942        |             |
| 15/18 HP | 1909–1910 | 4        | 2308        |             |
| 18/20 HP | 1909–1909 | 4        | 3556        |             |
| 7 HP     | 1909–1911 | 1        | 1100        |             |
| 10/12 HP | 1911–1911 | 4        | 1598        |             |
| 15/18 HP | 1911–1912 | 4        | 2724        |             |
| 8 HP     | 1912–1912 | 2        | 1362        |             |
| 8 HP     | 1913–1914 | 2        | 1526        |             |
| 7 HP     | 1912–1914 | 2        | 972         |             |
| 15 HP    | 1913–1913 | 4        | 3052        |             |
| 10 HP    | 1913–1914 | 4        | 1328        |             |
| 12 HP    | 1913–1914 | 4        | 1940        |             |
| 16/20 HP | 1914–1914 | 4        | 3053        |             |
| 11.9 HP  | 1914–1915 | 4        | 1795        |             |
| 15.9 HP  | 1914–1915 | 4        | 2610        |             |
| 10 HP    | 1915–1922 | 4        | 1122        |             |
| 12 HP    | 1918–1921 | 4        | 1944        |             |
| 15 HP    | 1915–1930 | 4        | 2938        |             |
| 12 HP    | 1919–1921 | 4        | 1122        | 23          |
| 12/35 HP | 1921–1924 | 4        | 1944        |             |
| Q 10     | 1922–1922 | 4        | 1097        |             |
| 18/50 HP | 1924–1924 | 4        | 2951        |             |
| QA       | 1925–1925 | 4        | 1097        |             |
| 14/40 HP | 1925–1930 | 4        | 1954        |             |
| P        | 1926–1931 | 4        | 1190        | 22          |
| 2 P      | 1929–1929 | 4        | 1307        |             |
| Cadet    | 1930–1931 | 4        | 847         | 23          |

Quelle: